# Emboîtements
 (mars 2020).
Si vous disposez d'ouvrages ou d'articles de référence ou si vous connaissez des sites web de qualité traitant du thème abordé ici, merci de compléter l'article en donnant les références utiles à sa vérifiabilité et en les liant à la section « Notes et références ».
Les Emboîtements (ou Boîtes ou Reconstitutions de Lieux) est un type d'œuvre d'art qui mêle peintures, dessins, photographies, sculptures, vidéos et miniaturise l'ensemble dans un espace concentré dans le but de reconstituer des lieux figuratifs (principalement des intérieurs) que le spectateur peut immédiatement embrasser. 

## Travaux antérieurs
On peut remonter leur origine au peintre du XVIIe siècle, Samuel van Hoogstraten qui, passionné par la perspective, crée plusieurs toiles en trompe-l'œil et surtout une série fameuse de Boîtes d’optique avec des vues intérieures d’une maison néerlandaise.
Au XXe siècle, on retrouve dans les années 1940 une recherche qui rappelle celle de Hoogstraten avec la mise en parallèle de l'image plate et du volume dans les assemblages de Joseph Cornell (le précurseur de l'installation). Ce dernier crée des collages en trois dimensions qui peu à peu recréent un espace en volume. Cette démarche est cependant surréaliste puisqu'elle détourne les médias employés de leur utilisation initiale (on a même pu parler de Cornell comme l'un des précurseurs du Pop-Art).

## LesEmboîtementscommefin en soi
La technique des Emboîtements proprement dits est développée à contre-courant de Cornell et des installations conceptuelles des années 1960 et 1970. 

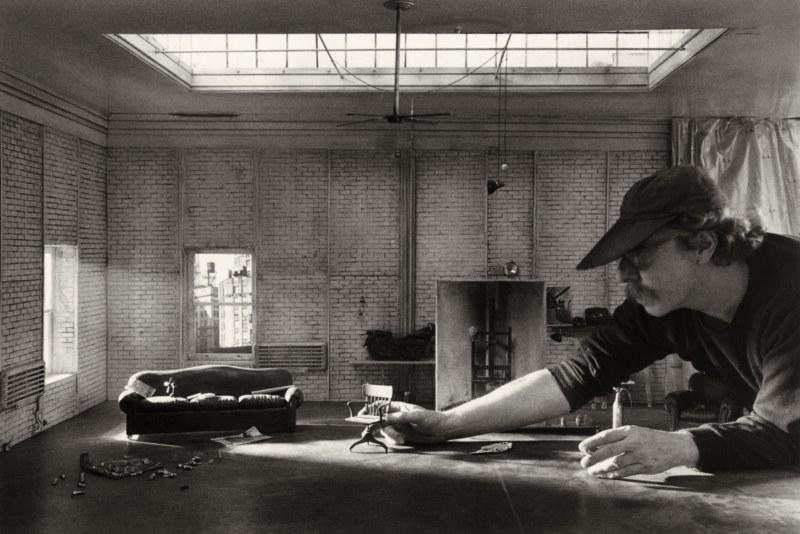
Charles Matton élaborant Le Grand Loft

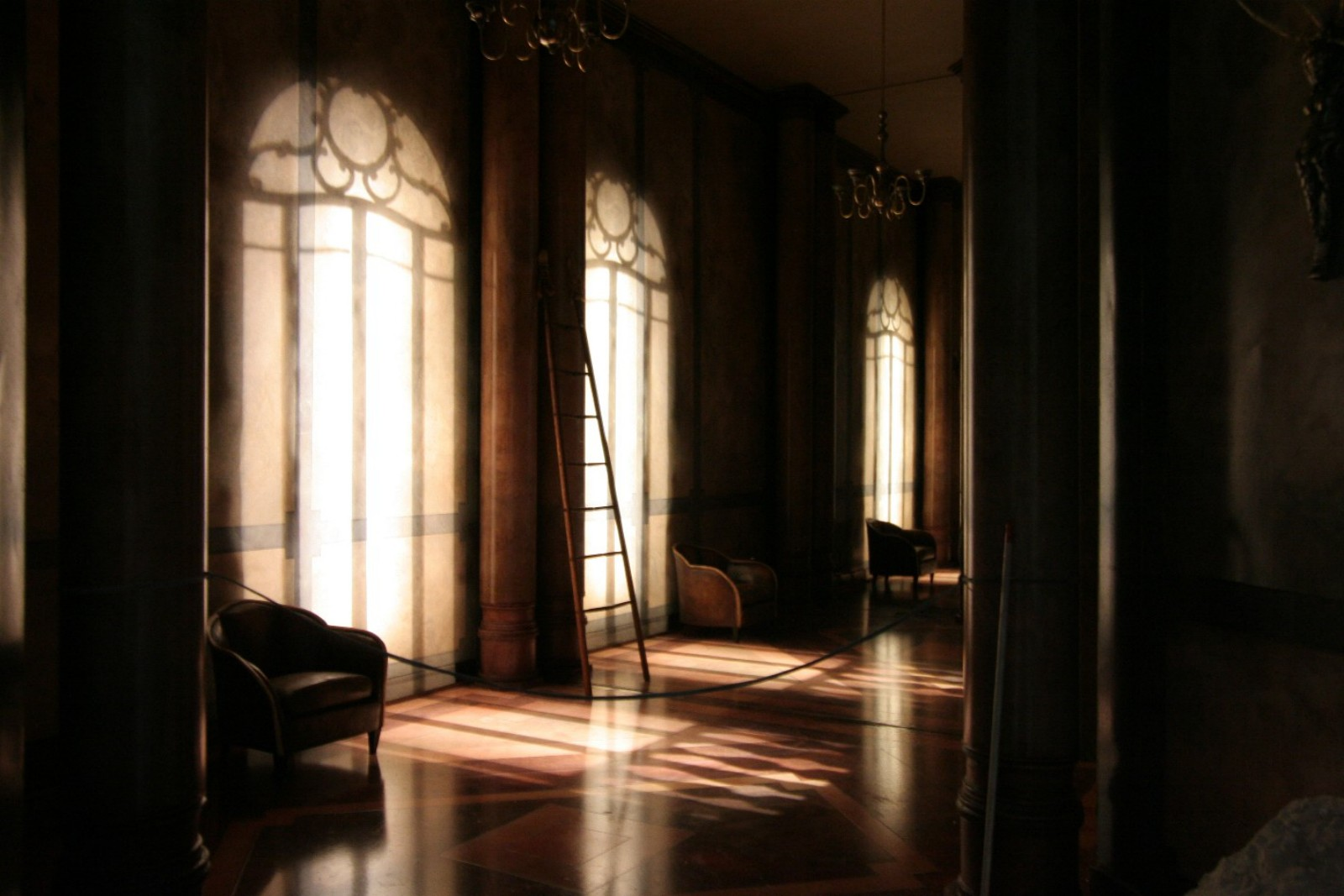
Hall d'hôtel 3 avec rayon de soleil, Charles Matton

Au cours des années 1980, Charles Matton élabore une méthode de travail dans une perspective photographique (donc réaliste, voire hyperréaliste) et picturale. Il veut contrôler absolument le sujet qu'il photographie et peint. Il crée donc lui-même l'intégralité des structures, objets et œuvres miniatures qui composent ses Emboîtements. Les réalisations deviennent des fins en soi et caractérisent de manière emblématique la dernière partie du travail de Matton jusqu'à la fin des années 2000.
Pierrick Sorin reprend le concept dans les années 1990 en adjoignant la vidéo. Dialogue artistique reprit par Charles Matton pour les œuvres Le Souvenir d'Anna, une bibliothèque dans laquelle une jeune femme lit un livre, ou Poisson d'or, dans laquelle un adolescent joue le morceau de Claude Debussy.

### Perspectives

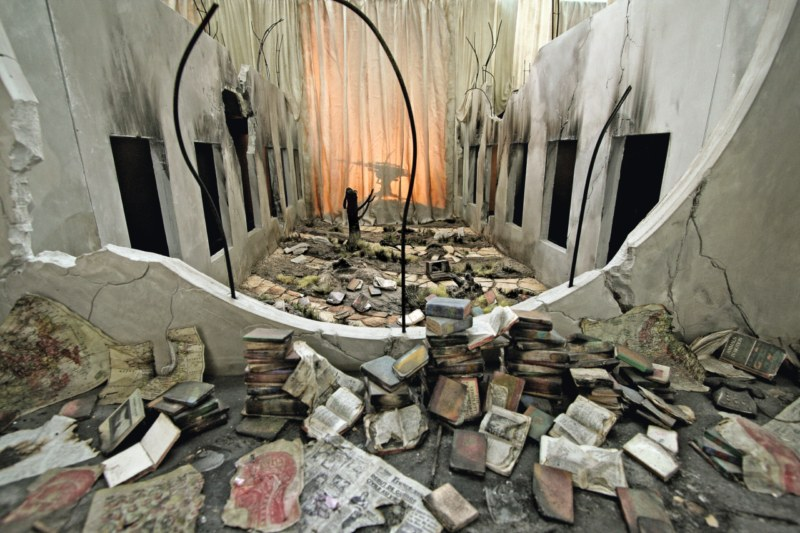
Après destruction, lycée Jules Verne, Limours, Charles Matton

Les Emboîtements représentent une occasion pour les artistes qui abordent cette technique de concentrer dans un espace réduit l'ensemble des médias qu'ils maîtrisent. Ces artistes peuvent ainsi montrer dans un minimum d'espace une somme bien plus massive de leurs travaux et ouvrir l'imaginaire du spectateur à un maximum de références. 
Avec Charles Matton, la question n'est donc pas tant celle de «la miniature» que celle de la contraction - tellurique - du monde qui l'entoure.(Paul Virilio)
Les Emboîtements anticipent ainsi le sentiment de réduction du monde qui a lieu avec la chute du bloc soviétique. Dans la même dynamique, l'arrivée de l'internet dans l'ensemble des foyers à la fin des années 1990 et au début des années 2000 participent à cette concentration de la création qui se retrouve circonscrite dans l'ordinateur, cette boîte où semble s'entreposer la totalité de la connaissance.